# 棘鯕鰍
棘鲯鳅（学名：Coryphaena equiselis），又名棘鬼頭刀、鱰魚、萬魚、飛烏虎(pue-oo-hóo)，为輻鰭魚綱鱸形目鱸亞目鱰科鲯鳅属的一種。

## 分布
本魚分布于全球各大洋熱帶、亞熱帶及溫帶水域。

## 深度
水深0至85公尺。

## 特徵
本魚體延長側扁，頭前部高大，背鰭從頭部延伸至尾柄；胸鰭大約一半頭長。魚體存活時體色為色彩豔麗的鐵藍綠色背面，側邊銀色並有金色光輝與斑點；背鰭黑的；稚魚有整個的尾鰭邊緣白色。雄魚大多比雌魚大，且雄魚額部會隆起，背鰭軟條52至59枚；臀鰭軟條24至28枚；脊椎骨33個，體長可達127公分。

## 生態
本魚棲息在海洋表層，喜群集於蔭影流木、浮藻區，晝行性。屬肉食性，以飛魚、沙丁魚或其他魚類為食。

## 經濟利用
食用魚，肉質白，味道淡，適合做成生魚片、醃漬、魚丸或魚鬆，另外也是著名的遊釣魚種。